# 키부 분쟁
키부 분쟁은 2004년 콩고 민주 공화국군(FARDC)과 콩고 민주 공화국 내 후투 파워 관련 무장단체인 르완다 해방민주군 (FDLR) 사이에서 비롯된 콩고 동부 지역의 무장분쟁이다. 키부 분쟁은 크게 3단계로 구분되며 그중 3기 단계는 현재 진행중인 분쟁이다. 2009년 3월까지 민주콩고군과 교전하던 주요 무장세력으로는 인민방위국민회의(CNDP)가 있었다. 두 단체간의 분쟁이 끝난 이후에는 이전에 로랑 은쿤다의 지휘 하에 있던 투치족 반군이 정부군에 대항하는 주요 반군세력으로 부상했다.
유엔 콩고 민주 공화국 안정화 임무(MONUSCO)는 키부 분쟁에서 큰 영향을 끼치고 있다. 21,000명 규모의 이 안정화 임무단은 현재 진행 중인 평화유지 임무 중 가장 큰 규모이다. 평화유지 임무 기간 유엔 평화유지군 병력 93명이 사망했는데, 이 중 15명은 2017년 12월 이슬람주의 계열 반군인 연합민주군(ADF)의 북키부주 대규모 공격으로 발생했다. 평화유지군은 분쟁에서 무력충돌 확대를 방지하고 전시 성폭행 및 소년병 사용과 같은 인권침해 상황을 막기 위해 노력하는 임무를 진행하고 있다.

## 배경
로랑 은쿤다는 1998년부터 2002년까지 진행된 제2차 콩고 전쟁에서 고마 지역의 반군인 콩고 민주연합(RCD)의 장교였다. 르완다의 지원을 받은 콩고 민주연합은 당시 민주콩고의 대통령인 로랑데지레 카빌라 정권을 전복시키러 시도했다. 2003년 콩고 전쟁이 종전되자 은쿤다는 민주콩고 과도정부의 새로운 통합군에 대령 장교로 합류했으며 2004년에는 장군으로 진급했다. 뒤이어 은쿤다는 콩고 정부를 부정하고 콩고 민주연합-고마 병력 일부와 함께 북키부주의 마시시 숲으로 다시 후퇴했다.
글로벌 위트니스에서는 광물을 구매하러는 서방 기업이 정부군 반정부군 가리지 않고 모두 자금을 지원하며 광물을 구매한다고 밝혔다. 전자장비와 휴대전화에 사용되는 석석, 금, 콜탄 같은 광물은 민주콩고의 주요 수출품이다. 이후 체결된 유엔 결의안에 따르면 천연자원의 불법 거래를 통해 불법적인 민주콩고 내 무장단체를 지원하는 사람은 여행 제한과 자산 동결 등의 제재를 받아야 한다고 명시했다. 이와 관련된 문제의 정도는 아직 잘 알려져 있지 않다.

## 전개

### FDLR 반란
FDLR은 1994년 르완다 집단학살을 주도한 인트라함웨의 원년 구성원을 조직원으로 두었다. 이 단체는 콩고에서 활동하는 외국군, 특히 르완다 애국군(르완다군의 군부 파벌)과 르완다의 지원을 받는 콩고민주집회당에 대항하는 대리전 부대로 이용하러는 콩고 민주 공화국의 대통령 로랑데지레 카빌라로부터 광범위한 지원과 협력을 받았다. 2002년 7월, 킨샤샤 점령 지역에 남아있던 FDLR 부대가 북키부주와 남키부주 지역으로 이동했다. 당시에는 부대원 15,000명에서 20,000명이 있다고 추정되었다. 2002년 제2차 콩고 전쟁이 공식적으로 끝난 이후에도 FDLR 부대는 콩고 민주 공화국 동부 국경을 넘어 르완다의 투치족 세력을 계속 공격하여 이 지역의 긴장을 크게 고조시켰고 1996년 이후 세 번째로 르완다의 콩고 공격 가능성도 제기되었다. 2004년 중반에도 여러 공격이 있어 콩고인 25,000명이 고향을 떠나 강제 이주했다.

### 2004~2009년: 은쿤다의 CNDP 반란
2004년 초 북키부주에서는 이미 평화 협상이 진행되고 있었다. 합의 조건에 따라 모든 교전당사자는 과도정부에 합류하고 각자의 군대를 하나의 국군으로 통합해야 했다. 하지만 모든 교전당사자가 평화를 위한 조치를 취하진 않았다. 이런 상황으로 흘러간 초기 징후로는 2006년 7월 로랑 은쿤다를 비롯한 콩고민주집회(RCD) 고위 간부 3명이 도망가 인민방위국민회(CNDP) 반군으로 변모하는 정치 운동을 결성한 일이다. 키부 지역은 다시 한 번 혼란에 빠졌고 전투의 격렬함은 제2차 콩고 전쟁급으로 심해졌다. 자경단 민병대인 마이마이도 이 폭력사태에 가담하긴 했지만 중심에는 CNDP와 르완다 내 최대 후투족 단체인 르완다 해방민주군(FDLR)간의 반목이었다.

#### 2004년 부카부 공세
2004년 은쿤다의 부대는 남키부주의 콩고 민주 공화국 군대와 충돌하기 시작해 2004년 6월에는 8일간 부카부를 점령하며 전쟁 범죄를 일으킨 혐의로 은쿤다가 기소되었다. 은쿤다는 자신이 콩고 동부에 거주하는 투치족인 바냐물렝게를 향한 대량학살을 막으러 움직인 것이라고 주장했다. 이 주장은 유엔 콩고 민주 공화국 안정화 임무(MONUSCO)에서 거부했다. 유엔이 은쿤다의 부대를 부카부에서 마시시숲으로 철수하는 협상에 따라 부대 일부가 분열되었다. 줄레스 무테부시가 이끄는 부대는 르완다로 철수했다. 키냐르완다어를 사용하는 약 15만명의 주민(은쿤다 부대의 언어군이기도 함)는 콩고 민주 공화국군의 보복 공격을 두려워 해 남키부주에서 북키부주로 집단으로 도망갔다.

#### 2005년 콩고 민주군과의 충돌
2005년 은쿤다는 부패가 심하다며 정부 전복을 요구했고, 점점 더 많은 RCD-고마 군인이 탈영해 은쿤다 부대에 합류했다.

#### 2006년
2006년 1월 은쿤다의 부대는 MONUC에게 전쟁 범죄 혐의로 기소된 콩고 민주 공화국군와 충돌했다. 2006년 8월에는 사케 마을 주변에서 추가 충돌이 발생했다. 하지만 MONUC는 은쿤다에 대한 국제 체포영장이 발부된 후에도 "로랑 은쿤다는 지역 주민에게 위협이 된다고 볼 수 없으므로 그에 대한 어떠한 조치도 정당화할 수 없다"며 체포를 거부했다. 2006년 6월 말 은쿤다는 유엔 안전 보장 이사회의 제재 대상이 되었다.
치열하고 폭력적인 2006년 총선 1차전 및 2차전에서 은쿤다는 선거 결과를 존중하겠다고 말했다. 하지만 11월 25일 대법원이 조제프 카빌라가 대선 2차 투표에 승리했다고 발표하기 하루 전에 은쿤다의 부대가 콩고 민주 공화국 제11여단을 상대로 사케에서 대규모 공격을 감행했고, MONUC 평화유지군과도 충돌했다. 다만 이 공격은 선거와 관련이 없을 수도 있으며, "부대 지휘관 중 한 명과 가까운 투치족 민간인이 살해되서" 일어난 공격일 수도 있다고 분석했다.
유엔은 콩고 민주 공화국 정부에게 은쿤다와의 협상을 촉구했고, 민주콩고 내무부 장관인 데니스 칼루메 눔비는 협상을 위해 콩고 동부로 파견되었다.
2006년 12월 7일, RCD-고마 부대가 북키부주에 있는 콩고 민주 공화국군을 공격했다. MONUC의 군사적 지원으로 콩고 민주 공화국군은 RCD-고마 부대원 150명을 사살하고 원 방어선을 지키는 데 성공했다. 콩고 민간인 약 12,000명이 콩고에서 우간다 키소로구로 피난을 갔다. 또한 같은 날 콩고 민주 공화국에서 우간다 키소로구로 로켓이 발사되어 7명이 사망했다.

#### 2007년
2007년 초, 콩고 민주 공화국 정부는 은쿤다의 군대를 '혼합' 과정을 통해 정부군인 FARDC에 통합하러 시도하며 위협을 줄이러 했다. 하지만 이 조치가 역효과를 냈고 1월부터 8월까지 은쿤다는 역으로 2개 여단에서 5개 여단으로 규모를 늘렸다. 2007년 7월 24일 유엔 평화유지군 수장인 장마리 귀엥노는 "은쿤다의 군대가 콩고 민주 공화국의 안정에 가장 심각한 위협이다"라고 말했다. 9월 초 은쿤다군은 마시시의 소규모 정부군을 포위공격했고, MONUC 헬리콥터가 정부군을 수송하며 마을을 구호했다. 전투 과정에서 수많은 민간인이 사망했으며 또 다른 분쟁이 진행되었다.
2007년 9월 5일 정부의 FARDC군이 밀 Mi-24 헬기로 은쿤다 병사 80명을 사살했다고 주장한 후 은쿤다는 정부에게 즉각 평화 이행 과정에 복귀하라고 촉구했다. 은쿤다는 "평화 과정을 깨뜨린 것은 정부군이다. 우리는 콩고 문제를 해결하는 진정한 방법인 평화 협상에 복귀할 것을 요청한다"고 말했다. 9월에는 은쿤다의 부하들이 "중학교 10곳과 초등학교 4곳을 급습해 아이들을 강제로 대려가 소년병으로 입대시켰다"는 소식이 보도되었다. 유엔 관료에 따르면 은쿤다의 부대가 학교를 급습해 여학생은 성노예로, 남학생은 국제법을 위반한 전투병으로 사용했다고 한다. 유엔 보고서 발표 이후 콩고인 수천명이 고향을 떠나 난민 캠프로 향했다.
정부군은 은쿤다 부대의 무장 해제 시한이 2007년 10월 15일이라고 발표했다. 하지만 이 시한은 아무 일 없이 지나갔고 결국 대통령 조제프 카빌라는 콩고 민주 공화국군에게 은쿤다군을 강제로 무장 해제 시킬 준비를 하라고 명령했다. 정부군은 은쿤다의 거점인 키창가로 진격했다. 부나가나 인근에서 은쿤다와 친정부 마이마이 민병대 사이 전투를 피해 도망친 민간인 수천 명이 며칠 후 루트슈루에 도착했다. 국경을 넘어 우간다로 피해 온 난민으로부터 정부군이 부나가나 인근 부키마에서 은쿤다 휘하의 부대와 교전하고 있다는 소식도 따로 전해졌다. 2007년 연초부터 전투로 발생한 난민 수는 37만명 이상으로 추산되었다.
2007년 11월 초 은쿤다군은 고마에서 북쪽으로 약 100 km 떨어진 냔잘레 마을을 점령했다. 이웃한 세 마을도 같이 점령당했고 정부군의 전초기지는 버려졌다. 12월 초에는 정부군의 공세로 제82여단이 중요한 도로를 감제할 수 있는 무샤케 마을을 점령했다고 발표했다(하지만 로이터 통신은 FARDC에 통합된 여단인 제14여단이 마을을 점령했다고 보도) 이는 콩고 민주 공화국 주재 유엔 임무단이 정부군에게 포병 지원을 제공할 용의가 있다는 성명 뒤에 나왔다. 아디스아바바에 열린 지역 회의에서 미국, 브룬디, 르완다, 우간다는 콩고 민주 공화국 정부를 지지하고 은쿤다 부대의 암호명으로 널리 알려진 "부정적인 세력"에게는 더 이상 지원하지 않겠다고 약속했다.
은쿤다는 2007년 12월 14일 평화회담에 참여하겠다고 발표했다. 정부는 2007년 12월 20일에 12월 27일부터 2008년 1월 5일까지 회담을 개최하겠다고 발표했다. 이 평화 협상은 2008년 1월 6일부터 14일까지로 연기되었다.

## 같이 보기
- 이투리 분쟁
- 키부 에볼라 유행

## 참고 문헌
- Alfaro, Stephanie;  외. (2012). “Estimating human rights violations in South Kivu Province, Democratic Republic of the Congo: A population-based survey”. 《Vulnerable Children and Youth Studies》 7 (3): 201–210. doi:10.1080/17450128.2012.690574. S2CID 71424371.
- Cox, T. Paul (2011). “Farming the battlefield: the meanings of war, cattle and soil in South Kivu, Democratic Republic of the Congo”. 《Disasters》 36 (2): 233–248. doi:10.1111/j.1467-7717.2011.01257.x. PMID 21995623.